# Український «Народний дім» у Перемишлі
Український «Народний дім» у Перемишлі — будинок у місті, споруджений українською громадою. Ініціатором будівництва був відомий український громадський діяч 
Теофіль Кормош (у 1901 році). Побудований у 1904 р. акціонерним товариством «Народний дім» у Перемишлі.
Восени 1918 р. в приміщенні «Українського Народного Дому» відбулося віче, учасники якого присягли: Польське панування в Перемишлі може прийти тільки по їх трупах; було обрано Перемиську Народну Раду (Українську Національну Раду Перемишля), до складу якої увійшли 13 представників інтелігенції, робітників, селянства повіту, головою обрали громадського діяча, посла Теофіла Кормоша. Від початку служить українській громадській діяльності в Перемишлі. Після переселення у 1947 р. до 1956 р. українською громадою не вживаний. З 1956 р. майже половину приміщень, включно з театральним залом, орендує Українське Суспільно-Культурне Товариство (у 1991 року перетворене на Об'єднання українців у Польщі).
Рішенням президії Воєводської народної ради у Ряшеві від 15 березня 1958 р. будинок перейнято на власність держави. Внаслідок рішень державних органів 29 січня 2004 р. став комунальною власністю міста Перемишля.
З 1956 р. українська громада веде заходи для отримання статусу власника «Народного дому» для УСКТ, пізніше (ОУП). Цей процес завершився успіхом щойно у березні 2011 року, коли попри небажання влади міста, офіційна Варшава, використовуючи різні юридичні і формальні заходи, довела до повернення будинку колишньому власнику, шляхом продажу за 1 % вартості. Один з депутатів Міської ради Перемишля оголосив голодування прямо у залі засідань, коли ця рада, одним голосом, ухвалила рішення, яке відкрило шлях до повернення будинку українцям.
В Українському Народному домі в Перемишлі діє багато українських громадських організацій і колективів. Крім згаданого вже ОУП (Об'єднання українців у Польщі), юридичного власника будинку з 2011 року, слід згадати ще Товариство «Український народний дім», Українське вчительське товариство у Польщі, Спілка українців політв'язнів і репресованих у Польщі, та багато інших.
При Товаристві «Український народний дім» розпочав у 2011 році свою діяльність український фольклорний колектив «Крайка» (з 2016 року діє при ОУП, проте незмінно у будинку Народного дому).

## Галерея

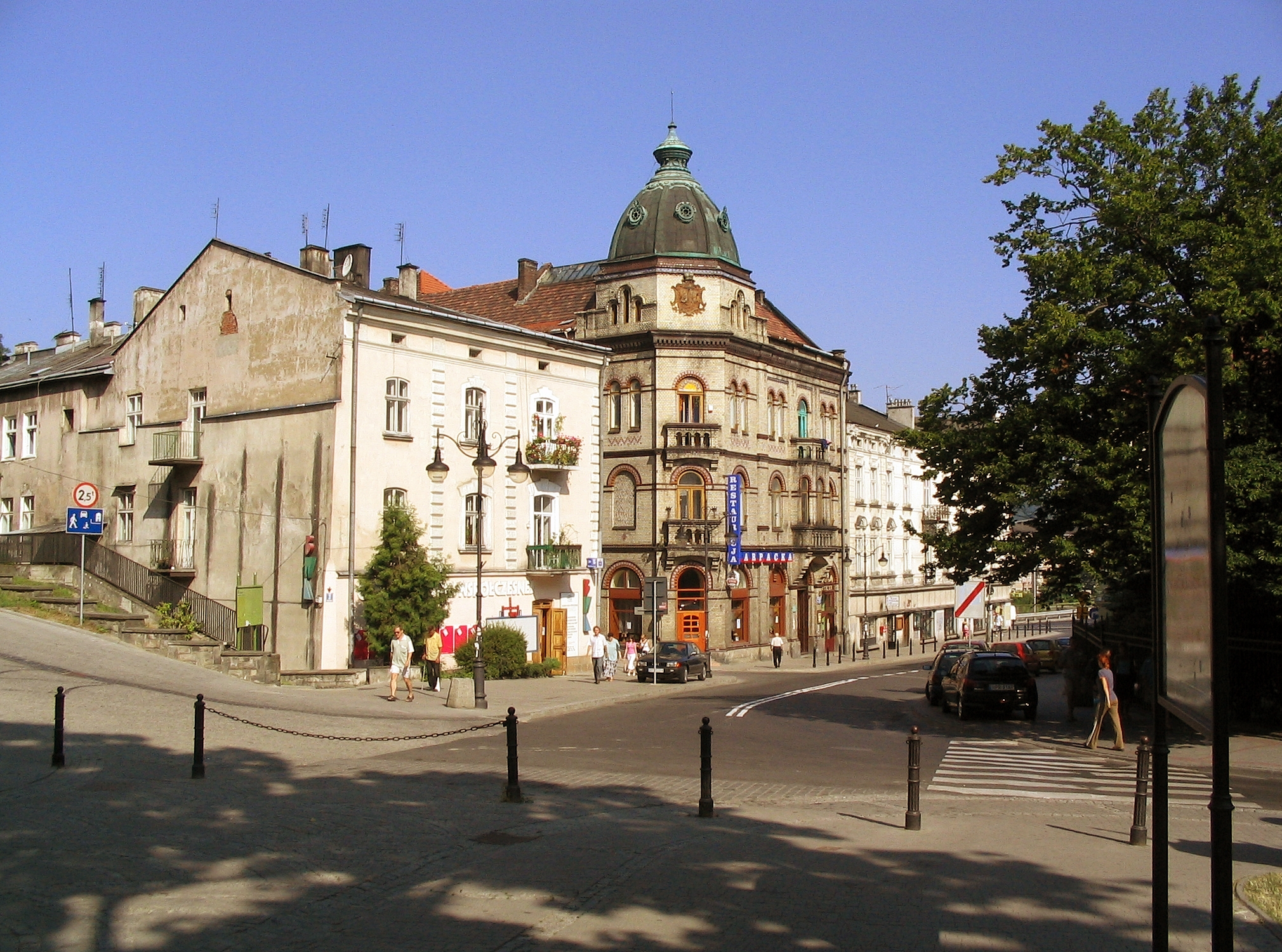
Загальний вигляд з вулиці Тадеуша Костюшко
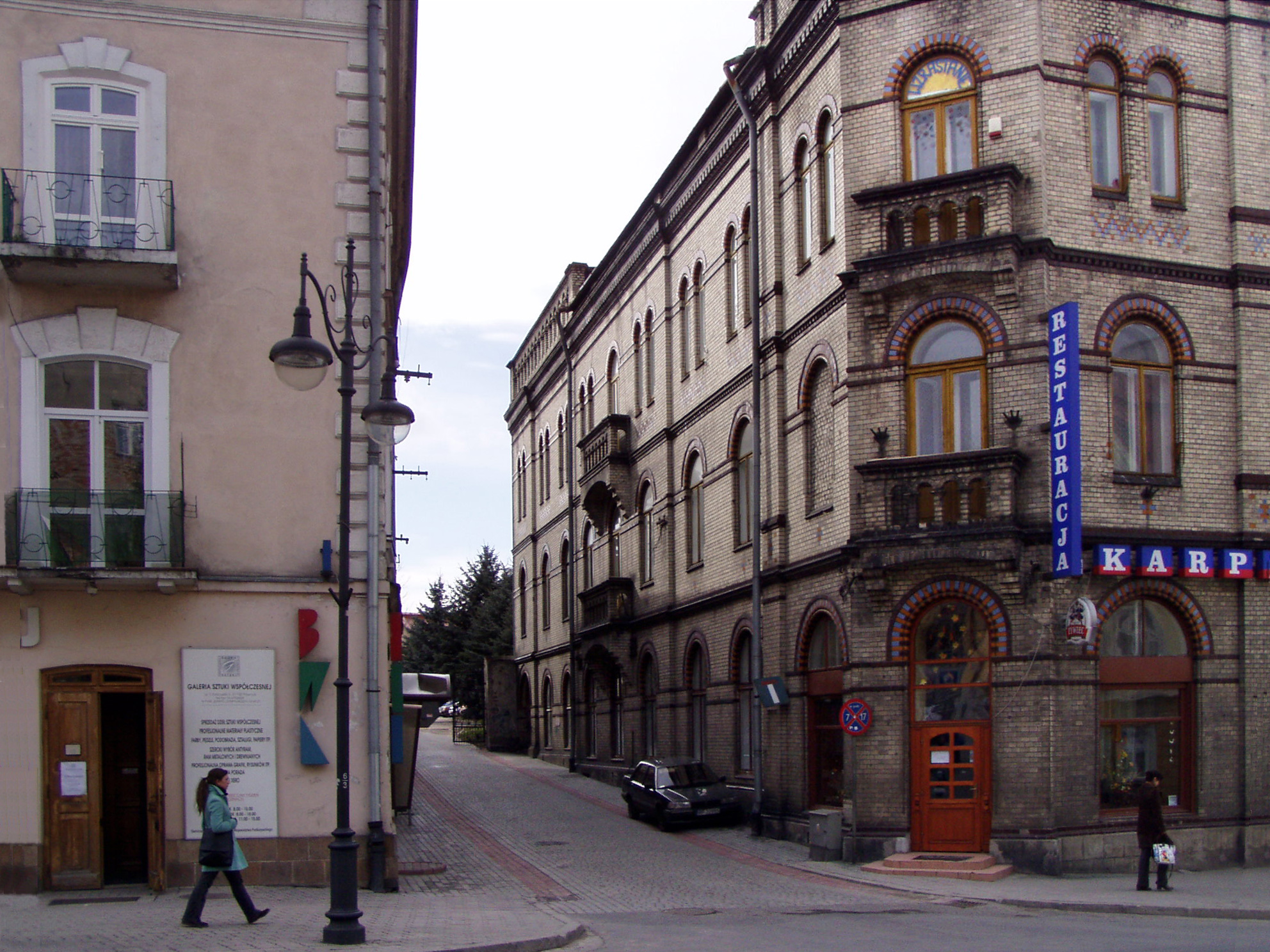
Головний вхід